# 卡亚佐
卡亚佐（義大利語：Caiazzo）是意大利坎帕尼亚大区卡塞塔省的市镇，位于沃尔图诺河畔。

## 姊妹城市
- 德国奥赫滕东（1996年始）